# Frestonia (álbum)
Frestonia es el sexto y último álbum de la banda escocesa Aztec Camera. A estas alturas de su carrera, Aztec Camera se había convertido en un conjunto de músicos más o menos asiduo al solista, Roddy Frame. Esto le empujó a comenzar su carrera en solitario con su primer álbum publicado en 1998, titulado The North Star. En este último trabajo con Aztec Camera, sigue los mismos esquemas de su anterior álbum, Dreamland: canciones suaves y discretas. 

## Canciones
1. Rainy Season (5:41)
2. Sun (4:28)
3. Crazy (5:19)
4. On the Avenue (3:43)
5. Imperfectly (4:22)
6. Debutante (7:10)
7. Beautiful Girl (4:50)
8. Phenomenal World (4:09)
9. Method of Love (4:23)
10. Sunset (4:21)

## Músicos
- Yolanda Charles - Bajo.
- Sue Dench - Cuerdas.
- Mark Edwards - Teclados.
- Claudia Fontaine - Voz.
- Roddy Frame - Guitarra y voz.
- Billy McGee - Arreglos orquestales.
- Leo Payne - Cuerdas.
- Audrey Riley - Cuerdas.
- Jeremy Stacey - Batería.
- Chris Tombling - Cuerdas.

- Datos: Q5503216